# Nizua
Nizua (em árabe: نزوى; romaniz.: Nizwā‎) é uma cidade da província Interior e capital do vilaiete de Nizua, no Omã. Segundo censo de 2010, tinha 42 087 habitantes. Compreende uma área de 33,5 quilômetros quadrados.